# Don’t Kiss and Tell
Don't Kiss and Tell – drugi album studyjny polskiego alternatywnego zespołu Bokka, który został wydany 2 października 2015 nakładem wytwórni Nextpop i Warner Music Poland. Pierwszym singlem promującym wydawnictwo został utwór „Let It” wydany 14 września 2015 roku. 
Album zadebiutował na osiemnastym miejscu listy OLiS.

## Lista utworów
Edycja standardowa
1. „Unspoken”
2. „The Savage”
3. „Let It”
4. „It’s There”
5. „Changing Lovers”
6. „Right Here”
7. „Flashbacks”
8. „Misdemeanour”
9. „So Empty 2”
10. „Too Far, Too Close”

Edycja specjalna
1. „What a Day”
2. „Answer Me”